# جبل مونجاوب
جبل مونجاوب، هو جبل يقع في جبال كاتسكيل في نيويورك غرب وادي فروست. تقع قمة جبل بيفر كيل في الشمال، وتقع سلسلة بيفر كيل بين الشرق والشمال الشرقي من جبل مونجاب.